# Bouclette
Bouclette er en fransk stumfilm fra 1918 af Louis Mercanton og René Hervil.

## Medvirkende
- Gaby Deslys som Flora Hys
- Harry Pilcer som Gray Stanton
- Gabriel Signoret som Henri Le Baron
- Marcel L'Herbier som Paul Bernard
- Max Maxudian som Brulard